# Skat (ster)
Skat (delta Aquarii) is een ster in het sterrenbeeld Waterman (Aquarius).